# Björn Glasner
Björn Glasner (Bad Neuenahr-Ahrweiler, Renània-Palatinat, 5 de maig de 1973) va ser un ciclista alemany que fou professional del 1996 al 2010.

## Palmarès
- 2000
  - Vencedor d'una etapa a la Volta a Baviera
- 2002
  - Vencedor d'una etapa al Giro del Cap
- 2004
  - 1r a la Volta a Renània-Palatinat
- 2007
  - 1r a la Tour de Java oriental i vencedor de 2 etapes
  - Vencedor d'una etapa a la Volta a Renània-Palatinat
- 2008
  - Vencedor d'una etapa al Tour de Tailàndia